# Liste des marquis français éteints
Cette liste des marquis français éteints recense les titres de marquis héréditaires authentiques et réguliers créés ou reconnus en France, et transmis de façon régulière en ligne naturelle et légitime et par ordre de primogéniture à partir du premier bénéficiaire et éteints de nos jours.
Ne sont pas compris dans cette liste de titres réguliers :
- Les titres de marquis subsistants par descendance en ligne masculine et légitime et par ordre de primogéniture du premier bénéficiaire.
- Les titres de marquis accordés à des Français par des souverains étrangers ou pontificaux mais non reconnus en France.
- Les titres de marquis dont les lettres patentes n'ont pas été scellées ou retirées, ou dont le majorat nécessaire n'a pas été constitué et ne peuvent donc être considérés comme réguliers.

## Présentation de la liste
Les titres sont classés par ordre alphabétique, avec pour chaque titre :
- la date d'extinction du titre
- La famille bénéficiaire du titre et sa région d'origine
- les armes de la famille bénéficiaire du titre
- Le dernier titulaire du titre (descendant en ligne masculine et légitime et par ordre de primogéniture du premier bénéficiaire).

Ne sont pas indiqués ici les autres titres éventuellement portés par les titulaires.
La numérotation pour chaque titulaire démarre au premier bénéficiaire du titre éteint, et non à partir de la création d'une première titulature marquisienne éteinte et recréée ensuite (se reporter à la numérotation adoptée par le "Dictionnaire de la Noblesse Française" (1975-1977)).

Couronne de marquis et pair
Couronne de marquis

## Titres réguliers éteints auXIXesiècle
| Titre marquisien               | Année d'extinction | Famille (région d'origine)        | Blason | Dernier titulaire                                                                                     |
| ------------------------------ | ------------------ | --------------------------------- | ------ | --- |
| d'Aguesseau                    | 22 janvier 1826    | d'Aguesseau (Picardie)            |        | Henri d'Aguesseau, 1er marquis d'Aguesseau décédé le 22 janvier 1826                                  |
| de Yenne                       | 6 juillet 1830     | Vuillet (Savoie)                  |        | Antoine Vuillet, 5e marquis de Yenne décédé le 6 juillet 1830                                         |
| de Vence                       | 9 février 1834     | de Villeneuve de Vence (Provence) |        | Hélion de Villeneuve de Vence, 2e marquis de Vence décédé le 9 février 1834                           |
| de Wavrin de Villers-au-Tertre | 3 mai 1864         | de Wavrin (Flandre)               |        | Victor de Wavrin de Villers-au-Tertre, 5e marquis de Wavrin de Villers-au-Tertre décédé le 3 mai 1864 |
| d'Alphonse                     | 9 février 1870     | d'Alphonse (Languedoc)            |        | Louis d'Alphonse, 1er marquis d'Alphonse décédé le 9 février 1870                                     |
| de Belloy                      | 15 avril 1871      | de Belloy (Picardie)              |        | Auguste de Belloy de Saint-Liénard, 6e marquis de Belloy décédé le 15 avril 1871                      |
| de La Valette                  | 13 juillet 1892    | Welles de La Valette (États-Unis) |        | Samuel Welles de La Valette, 1er marquis de La Valette décédé le 13 juillet 1892                      |
| de Caulaincourt                | 28 février 1896    | de Caulaincourt (Picardie)        |        | Armand-Adrien de Caulaincourt, 6e marquis de Caulaincourt décédé le 28 février 1896                   |

## Titres réguliers éteints auXXesiècle
| Titre marquisien | Année d'extinction | Famille (région d'origine)                                   | Blason | Dernier titulaire                                                                               |
| ---------------- | ------------------ | ------------------------------------------------------------ | ------ | ----------------------------------------------------------------------------------------------- |
| d'Aoust          | 10 mars 1909       | d'Aoust (Flandre)                                            |        | Alphonse d'Aoust, 4e marquis d'Aoust décédé le 10 mars 1909                                     |
| de Flers         | 28 juin 1909       | Ango de La Motte-Ango de Flers (Normandie)                   |        | Armand Ango de La Motte-Ango de Flers, 1er marquis de Flers décédé le 28 juin 1909              |
| de Chaillou      | 31 octobre 1911    | Amelot de Chaillou (Orléanais)                               |        | Jacques Amelot de Chaillou, 5e marquis de Chaillou décédé le 31 octobre 1911                    |
| de Bois-Robin    | 30 mai 1914        | de Belleval (Picardie)                                       |        | Henri de Belleval, 5e marquis de Bois-Robin décédé le 30 mai 1914                               |
| de Villegongis   | 11 août 1915       | de Barbançois (Berry)                                        |        | Alexis de Barbançois, 4e marquis de Villegongis décédé le 11 août 1915                          |
| de Causans       | 15 juillet 1916    | de Vincens de Mauléon de Sagnet d'Astoaud (Comtat Venaissin) |        | René de Vincens de Mauléon de Sagnet d'Astoaud, 8e marquis de Causans décédé le 15 juillet 1916 |
| de Bacquehem     | 22 avril 1917      | de Bacquehem (Artois)                                        |        | Olivier de Bacquehem, 5e marquis de Bacquehem décédé le 22 avril 1917                           |
| de Pleumartin    | 11 juillet 1917    | Ysoré d'Hervault (Poitou)                                    |        | Louis Ysoré d'Hervault, 9e marquis de Pleumartin décédé le 11 juillet 1917                      |
| d'Auberjon       | 18 novembre 1930   | d'Auberjon (Languedoc)                                       |        | Edmond d'Auberjon, 6e marquis d'Auberjon décédé le 18 novembre 1930                             |
| de Saint-Geniez  | 26 novembre 1943   | de Baderon de Maussac de Thézan (Languedoc)                  |        | Fulcran de Baderon de Maussac de Thézan, 5e marquis de Saint-Geniez décédé le 26 novembre 1943  |
| de Juigné        | 12 mars 1951       | Le Clerc de Juigné (Anjou)                                   |        | Jacques Leclerc de Juigné, 7e marquis de Juigné décédé le 12 mars 1951                          |
| d'Aux            | 15 février 1963    | d'Aux (Poitou)                                               |        | René d'Aux, 5e marquis d'Aux décédé le 15 février 1963                                          |
| de Montferré     | 4 mars 1971        | de Banyuls de Montferré (Catalogne)                          |        | Pierre de Banyuls de Montferré, 10e marquis de Montferré décédé le 4 mars 1971                  |
| de Préaulx       | 23 juillet 1971    | de Préaulx (Touraine)                                        |        | Amaury de Préaulx, 11e marquis de Préaulx décédé le 23 juillet 1971                             |
| de Vernon        | 30 octobre 1995    | de Balby de Montfaucon (Foix)                                |        | Roger de Balby de Montfaucon, 4e marquis de Vernon décédé le 30 octobre 1995                    |
| de L'Aigle       | 6 août 1996        | des Acres de L'Aigle (Touraine)                              |        | Victor des Acres de L'Aigle, 10e marquis de L'Aigle décédé le 6 août 1996                       |

## Titres réguliers éteints auXXIesiècle
| Titre marquisien | Année d'extinction | Famille (région d'origine) | Blason | Dernier titulaire                                        |
| ---------------- | ------------------ | -------------------------- | ------ | -------------------------------------------------------- |
| d'Albon          | 23 mars 2015       | d'Albon (Lyonnais)         |        | André d'Albon, 6e marquis d'Albon décédé le 23 mars 2015 |